# Creu de la Santa Missió de les Oluges
La Creu de la Santa Missió de les Oluges és una obra de les Oluges (Segarra) inclosa a l'Inventari del Patrimoni Arquitectònic de Catalunya.

## Descripció
A la part alta del poble, situada darrere del castell de l'Oluja Alta, trobem una creu commemorativa de la "Santa Missió".
Està formada per un pedestal de secció octogonal que s'assenta sobre una graonada, sense cap tipus de decoració. Per damunt d'aquesta estructura, es recolza un fust també de planta octogonal de tres peces, al final del qual s'hi troba la creu que presenta un mínim treball decoratiu als extrems i presenta una inscripció que ens la data, "Santa Missió 1953".

## Història
Aquesta creu es pot situar entre les anomenades “Santes Missions”, amb les que es volia reforçar la fe dels habitants de la zona. Es realitzaven diversos actes dirigits per congregacions com la dels missioners del Pare Claret que duraven entre un i tres dies i que incloïen un viacrucis, una missa, una processó i com a recordatori s'aixecava una creu en algun lloc destacat del poble.